# Буферна държава
Буферна държава (от английски: buffer – „смекчавам/поглъщам удар“) е обозначение датиращо от края на 19 век за малка държава, която отделя големи територии или сфери на влияние от директен допир. Използват се от враждуващите държави за създаване на „санитарни кордони“. Поради тази причина, целостта на тези държави е често съблюдавана. При агресия буферната държава става обикновено място на бойни действия. Съществуването ѝ е потенциално заплашено от мощните ѝ съседи.
Збигнев Бжежински, в своята книга „Великата шахматна дъска“, използва термина „Буферна държава“, описвайки го като държава, стремяща се към сътрудничество, която разделя (и по този начин отслабва) своите съседи в полза на четвърта държава. Полша, например, отслабва руско-германските отношения и по този начин ги лишава от възможността да реализират в пълна широта своите проекти, в началото на ХХ век.
Примери за буферни държави през ХХ век могат да служат:
- Афганистан, в началото на ХХ век, служи като буферна държава между Руската и Британската империя противостоящи си в „Голямата игра“.
- Далекоизточната република, съществувала през 1920 – 1922 година като буферна държава между РСФСР и Япония.
- Държавата Манджурия, съществувала между 1932 – 1945 г. и играла роля на буферна държава между СССР и Япония.